# 애니타 호프먼

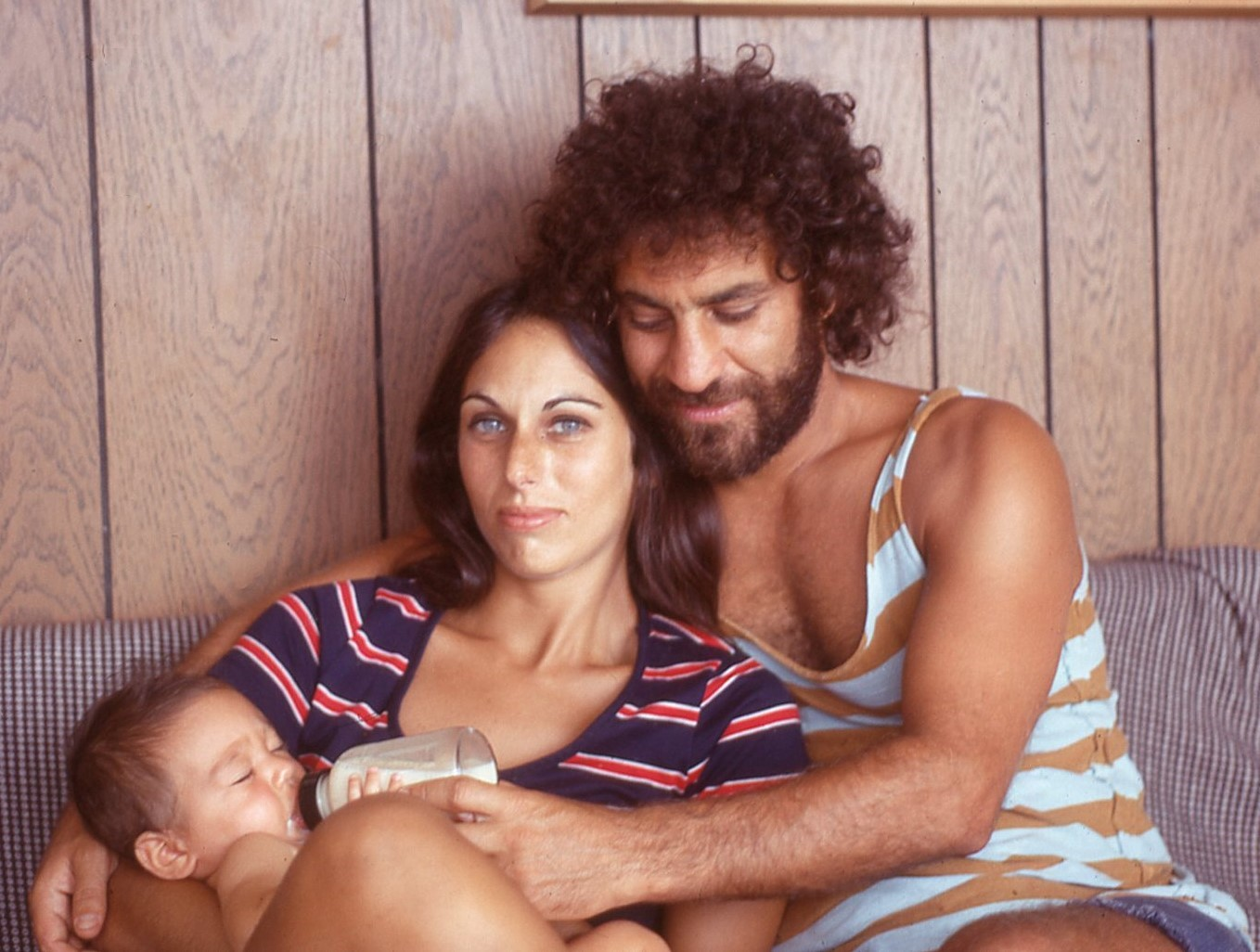

애니타 호프먼(Anita Hoffman, 1942년 3월 16일 ~ 1998년 12월 27일)은 미국의 신좌파 계열 활동가, 저술가이다.
1942년 3월 16일 미국 뉴욕주 뉴욕 로어맨해튼의 그리니치 빌리지에서 태어났다. 청년국제당을 설립한 배우자 애비 호프먼과 함께 신좌파 활동을 했고, 애비가 속해있는 시카고 7인의 활동을 조력하는 역할을 맡기도 했다.
70년대 약물과 관련한 실형을 피하기 위한 지하생활 기간 동안 배우자 애비와 주고받은 편지들이 『To America with Love』라는 제목의 책으로 편집되어 출간되기도 하였다. 애니타 호프먼과 애비 호프먼, 그리고 『To America with Love』의 편지들은 영화 《이 영화를 훔쳐라!의》 기반이 되기도 하였다.
1998년 12월 27일 미국 캘리포니아에서 유방암으로 사망하였다.

## 같이 보기
- 청년 국제당
- 애비 호프먼
- 이 영화를 훔쳐라!